# Daniel Prodan
Daniel Claudiu „Didi“ Prodan (* 23. März 1972 in Satu Mare, Kreis Satu Mare; † 16. November 2016 in Voluntari) war ein rumänischer Fußballspieler und Sportdirektor. Der Innenverteidiger bestritt insgesamt 183 Spiele in der rumänischen Divizia A und der spanischen Primera División. Als Nationalspieler nahm er an der Fußball-Weltmeisterschaft 1994 und der Fußball-Europameisterschaft 1996 teil.

## Karriere

### Verein
Prodan begann seine Karriere 1984 in seiner Heimatstadt bei CSȘ Satu Mare. 1988 wechselte er in die Hauptstadt zu AS Victoria Bukarest, kehrte 1990 nach der Zwangsauflösung des Vereins aber wieder zurück und schloss sich Olimpia Satu Mare an. 1991 kam Prodan in den Kader der ersten Mannschaft, die seinerzeit in der Divizia B spielte. Bald darauf wurde der rumänische Spitzenklub Steaua Bukarest auf ihn aufmerksam, der ihn im Herbst 1992 unter Vertrag nahm. Am 8. November 1992 kam er zu seinem ersten Einsatz für Steaua in der höchsten rumänischen Spielklasse, der Divizia A.
Prodan stieg bereits in seiner ersten Spielzeit zum Stammspieler auf und gewann mit Steaua die Meisterschaft. Es folgten drei weitere sowie ein Pokalsieg, bevor er in der Winterpause der Saison 1996/97 ins Ausland wechselte und sich Atlético Madrid anschloss. Während er in Madrid in der Rückrunde regelmäßig zum Einsatz kam, spielte er in der kommenden Saison seltener. Im Sommer 1998 wechselte er zu den Glasgow Rangers in die Scottish Premier League.
Seine Zeit in Schottland war von einer langwierigen Knieverletzung geprägt, sodass er für die Rangers kein einziges Mal auflief. Im Frühjahr 2000 kehrte er nach Rumänien zurück, wo er zunächst bei Steaua Bukarest sein Comeback versuchte. Erst in der Saison 2000/01 kam er bei seinem neuen Verein AS Rocar Bukarest vermehrt zum Einsatz und schaffte auch die Rückkehr in die Nationalmannschaft.
Nach dem Abstieg von Rocar wechselte Prodan zum Ligakonkurrenten FC Național Bukarest, wo er in der Hinrunde der Saison 2001/02 wie auch in der Rückrunde bei Messina Calcio kaum eingesetzt wurde. Nach einer weiteren Spielzeit bei Național beendete er im Sommer 2003 seine Karriere.
Am 22. November 2005 wurde Prodan vom rumänischen Fußballverband zum Sportdirektor der Jugendnationalmannschaften ernannt. Im März 2014 kam es wegen der U-17-Auswahl zu einem Streit mit Verbandspräsident Răzvan Burleanu, der Prodan entließ und zwei Jahre später vor Gericht Schadensersatz wegen Beleidigung zugesprochen bekam.
Prodan kehrte vom 8. Februar 2016 bis zum 11. März 2016 als Sportdirektor des Erstligisten CS Concordia Chiajna noch einmal für kurze Zeit in den Profifußball zurück.

### Nationalmannschaft
Daniel Prodan bestritt 54 Spiele für die rumänische Fußballnationalmannschaft und erzielte dabei ein Tor. Er debütierte am 2. Juni 1993 gegen die Auswahl der Tschechen und Slowaken im Rahmen der Qualifikation zur Weltmeisterschaft 1994. Ein Jahr später stand er bei der Endrunde in den USA selbst im Kader und kam in allen fünf Spielen der Rumänen zum Einsatz. Auch zwei Jahre später bei der Europameisterschaft in England gehörte Prodan zum rumänischen Aufgebot und wurde in zwei Spielen eingesetzt.
Wegen einer Knieverletzung musste Prodan seine internationale Karriere im Jahr 1998 zunächst beenden, ehe ihm am 15. November 2000 gegen Jugoslawien sein Comeback gelang. Sein letztes Länderspiel bestritt er am 2. Juni 2001 im Rahmen der Qualifikation zur Weltmeisterschaft 2002 gegen Ungarn.

## Erfolge
- WM-Teilnehmer: 1994
- EM-Teilnehmer: 1996
- Rumänischer Meister: 1993, 1994, 1995, 1996
- Rumänischer Pokal-Sieger: 1996
- Rumänischer Supercup-Sieger: 1994, 1995

## Auszeichnungen
Am 25. März 2008 wurde Prodan vom rumänischen Staatspräsidenten Traian Băsescu für die Leistungen in der Nationalmannschaft mit dem Verdienstorden „Meritul sportiv“ III. Klasse ausgezeichnet.

## Leben
Prodan war verheiratet und hatte eine Tochter und einen Sohn. Er erlag im November 2016 im Alter von 44 Jahren einem Herzinfarkt. Sein jüngerer Bruder Ciprian (* 1979) war ebenfalls Profifußballer.